# ピュータン郡
ピュータン郡（ピュータンぐん、ネパール語: प्युठान जिल्ला）は、ネパールのルンビニ州の郡。
郡都はピュータン
2021年国勢調査の人口は23万1848人。
面積は1309 km2。
かつて、二二諸国のピュータン王国が存在した。